# Jacquinia aculeata
Jacquinia aculeata är en viveväxtart som först beskrevs av Carl von Linné, och fick sitt nu gällande namn av Carl Christian Mez. Jacquinia aculeata ingår i släktet Jacquinia och familjen viveväxter. Inga underarter finns listade i Catalogue of Life.

## Bildgalleri

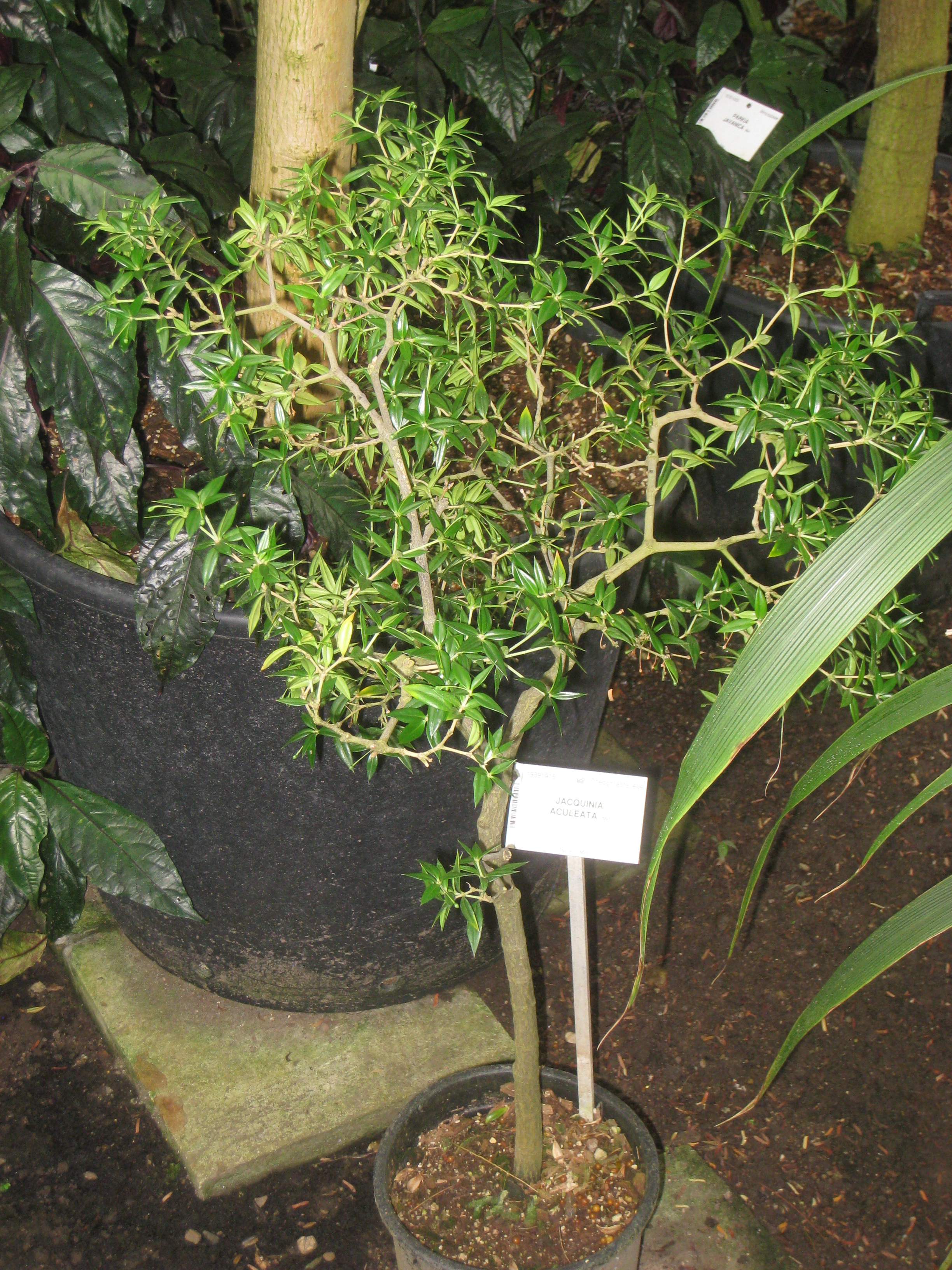